# René Simon
René Simon (18 de mayo de 1898 – 17 de febrero de 1971) fue un actor teatral y cinematográfico de nacionalidad francesa.
Nacido en Sainte-Savine, Francia, fundó en 1925 la escuela de drama Cours Simon. Además, fue el padre del presentador radiofónico y televisivo Fabrice.
René Simon falleció en París en 1971. Sus restos descansan en Uzès.